# Kefteji
Kefteji (även kafteji eller keftaji, arabiska: كفتاجي) är en tunisisk sallad. Potatis, paprika, tomater, squash och andra grönsaker skärs i stora tärningar, som efter fritering skärs i mindre stycken. Olivolja, tomatsås, persilja och harissa är typiska smaksättare, och vanliga tillbehör är lever, korv (merguez), ägg eller köttbullar.  